# Alexia Putellas
Alexia Putellas Segura (Mollet del Vallès, Barcelona, 4 de febrero de 1994) es una futbolista española que juega como centrocampista, en la posición de interior izquierda, en el Fútbol Club Barcelona de la Primera División de España. Es también internacional con la selección de España desde 2013. En 2021 y 2022 fue galardonada con el Balón de Oro a la mejor jugadora del mundo y el Premio The Best FIFA de 2021 y 2022, siendo la segunda futbolista en lograr ambos galardones tras la estadounidense Megan Rapinoe en el año 2019. 
Formada en las categorías inferiores del C. E. Sabadell F. C., del Fútbol Club Barcelona y del R. C. D. Espanyol. Es la —máxima goleadora histórica del F. C. Barcelona—, superando los doscientos goles en todas las competiciones. Además es la jugadora más laureada con veintiséis títulos, entre los cuáles destacan tres Ligas de Campeones, nueve Ligas, nueve Copas y cinco Supercopas de España, es una de las españolas con más trofeos logrados. En la temporada 2020-21 tuvo un papel destacado al conseguir el triplete continental por primera vez en su carrera, y ha sido reconocida dos veces al Balón de Oro Femenino y como con el Premio UEFA a la Mejor Jugadora en Europa de 2021.
En el plano internacional, ha ganado con España dos campeonatos europeos Sub-17 (2010 y 2011) y forma parte de la selección absoluta desde 2013. Con el equipo nacional ha disputado las Copas Mundiales de Canadá 2015, Francia 2019 y Australia y Nueva Zelanda 2023, así como la Eurocopa Femenina 2017. En 2021 se convirtió en la jugadora con más internacionalidades al superar los 90 partidos de Marta Torrejón.Alexia Putellas es ya deportista olímpica al haber disputado sus primeros juegos olímpicos con la selección española absoluta en París 2024 consiguiendo diploma olímpico. Como internacional española, sus mayores éxitos fueron la obtención de la Copa Mundial de 2023 y la Liga de Naciones en 2024 a nivel absoluto.
Dentro del fútbol español, Putellas es la primera mujer que ha ganado el Balón de Oro y la segunda futbolista española en conseguirlo después de Luis Suárez Miramontes en la edición de 1960, premio que revalidó en 2022, agrandando su leyenda como futbolista y poniendo al fútbol femenino español en lo más alto del mundo. En febrero de 2023, Alexia volvió a ganar el premio The Best, que otorga la FIFA. La jugadora ya lo había conseguido en 2021. Es ampliamente considerada como la mejor futbolista contemporánea del mundo y una de las mejores de todos los tiempos.
En el plano personal, Alexia Putellas mantuvo una relación con Olga Ríos, representante de personajes famosos.

## Trayectoria

### R. C. D. Espanyol
Aquí hizo sus primeras apariciones como jugadora, llegando a formar parte de la plantilla del primer equipo en la temporada 2010/11. Durante este ciclo el equipo consigue el primer lugar del grupo B, en la primera fase; y el segundo en el grupo A, en la segunda fase, logrando clasificarse para la final en la cual perdió frente al Rayo Vallecano.

### Levante U. D.
Llega al club tras su revelación en el club catalán en el que tuvo una buena campaña, aunque sin conseguir ningún título. En la escuadra valenciana sigue mejorando su técnica con una gran participación a lo largo del campeonato, aunque a pesar de todo el esfuerzo el equipo no logra clasificarse a la Copa de la Reina 2012 (que ganaría el R. C. D. Espanyol). Fue una de las jugadoras referencia en el ataque valenciano, que poco después en su estancia en el FC Barcelona triunfaría.

### F. C. Barcelona

#### Temporada 2012/2013
En julio de 2012 ficha por el Fútbol Club Barcelona, club al que vuelve tras haber jugado en categorías formativas. Putellas se adapta rápidamente transformándose en una pieza clave para el equipo. Tras ganar la Copa Cataluña durante la pretemporada,  se ve la superioridad de la escuadra durante todo el campeonato regular manteniéndose siempre en las primeras posiciones con lo que logran alzarse con La Liga tras un infartante partido contra el Athletic Club. Luego vendría la Copa de la Reina en la cual Alexia tuvo un papel destacado en el paso hacia la final jugada contra el C. D. Transportes Alcaine, donde las azulgranas lograron una abultada victoria de 4-0. Putellas fue elegida la mejor jugadora de la final tras culminar una jugada personal con el tercer gol de las azulgranas.

#### Temporada 2013/2014
En su segunda temporada en el primer equipo femenino, Putellas volvió a ganar la liga doméstica a tres jornadas para el final de la competición. En junio se proclamaron campeonas de la Copa de la Reina tras derrotar al Athletic Club en la tanda de penaltis.

#### Temporada 2014/2015
El equipo se volvió a coronar campeón por cuarta temporada consecutiva de la liga femenina, tras el empate de sus perseguidoras en la competición, el Atlético de Madrid en la 28.ª jornada. El equipo no pudo revalidar la Copa de la Reina conquistada la temporada anterior tras caer eliminadas en semifinales ante el Valencia Féminas.

#### Temporada 2015/2016
En 2015 llegó la profesionalización convirtiéndose así en el primer equipo femenino de España en quedar integrado completamente en la estructura de un club profesional. El equipo consiguió clasificarse para la final de la Copa de la Reina, pero cayó derrotado en la final por el Atlético de Madrid, que conquistó la primera Copa de su historia.
En 2015 fue elegida como mejor jugadora catalana del año por la Federación Catalana de Fútbol.

#### Temporada 2016/2017
En su quinta temporada en el Barça, la catalana no pudo empezar en el debut liguero debido a una lesión en el gemelo interno de la pierna izquierda. El 18 de junio Putellas ganó su tercera Copa de la Reina después de contribuir con un gol en la final disputada ante el Atlético de Madrid que su equipo ganó por 4 goles a 1. Además, el equipo c
onsiguió llegar hasta semifinales de la Champions, convirtiéndose así en el primer club español en lograrlo.
En febrero de 2017 fue nominada, junto a cuatro compañeras de equipo, Al FifPro 2016 para elegir al equipo ideal del año.

#### Temporada 2017/2018
En octubre de 2017 lució el brazalete de capitana por primera vez durante el partido disputado contra el Santa Teresa. El equipo finalizó la temporada con una segunda posición en la liga española por detrás del Atlético de Madrid, y coronándose campeón de la Copa de la Reina tras superar por 1-0 al mismo Atlético de Madrid en la final disputada en el estadio romano de Mérida. Alexia cerró la temporada con un total de 29 partidos jugados en liga y 9 goles marcados.
Fue elegida mejor jugadora catalana del año junto a su compañero de club Sergi Roberto, distinción que otorga la Federación Catalana de Fútbol.

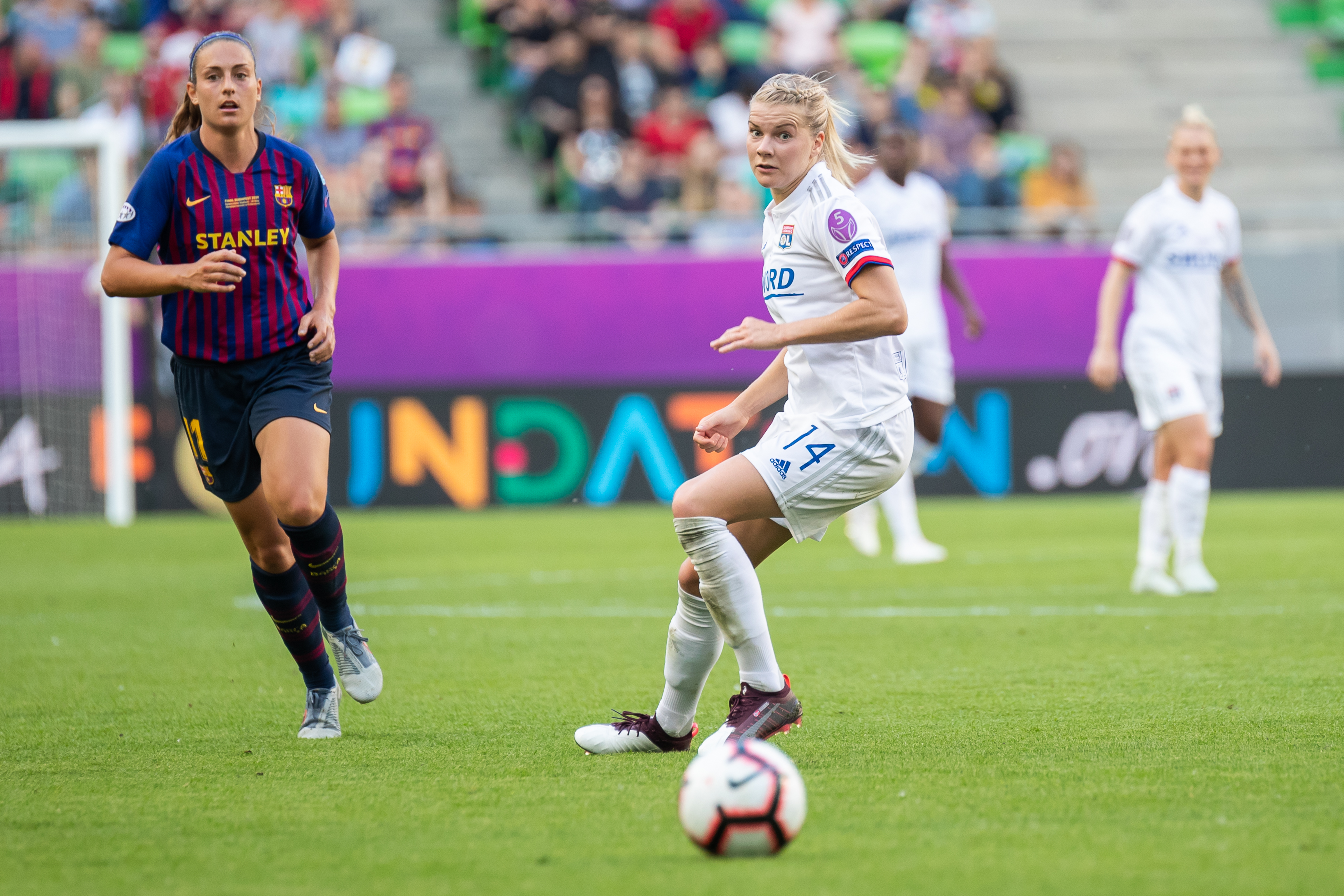
Alexia Putellas, junto a Ada Hegerberg, en la final de la Liga de Campeones de 2019.

#### Temporada 2018/2019
Las azulgrana terminaron la liga doméstica en segunda posición por detrás del Atlético de Madrid. Putellas finalizó su séptima temporada en el club con un balance de 28 partidos jugados, 16 goles y 9 asistencias. En la Copa de la Reina, fueron eliminadas en las semifinales por el Atlético de Madrid tras caer por 2-0.
Por primera vez en su historia, el equipo se clasificó para la final de la liga de campeones tras derrotar en semifinales al Bayern de Múnich por 0-1 en la ida y 1-0 en la vuelta, convirtiéndose así en el primer equipo español en disputar una final europea. La final se disputó en el Ferencvaros Stadium de Budapest, Hungría; donde las azulgrana se enfrentaron al Olympique de Lyon en un partido que salieron derrotadas por 4 goles a 1.
En el plano individual fue reconocida por la Federación Catalana de Fútbol como máxima goleadora.

#### Temporada 2019/2020
Tras la votación hecha al inicio de la temporada, Alexia ejerce como segunda capitana del equipo. El debut liguero se disputó el 7 de septiembre frente al Tacón, por primera vez en el recién inaugurado estadio Johan Cruyff situado en la ciudad deportiva Joan Gamper. Alexia marcó el primer gol del partido -que terminó con el resultado de 9 a 1-, convirtiéndose así en la primera jugadora en anotar en el estadio.
En febrero se disputó la primera Supercopa de España femenina de la historia; partido que las azulgrana jugaron frente a la Real Sociedad y que ganó con un contundente 1-10 en el que Putellas firmó un doblete. En mayo de 2020 el equipo de Lluís Cortés se proclamó campeón de la Liga Iberdrola a falta de ocho jornadas por disputar debido a la suspensión de la competición doméstica a causa de la pandemia por la Covid-19. Sus registros en Liga fueron de 20 partidos jugados, 10 goles marcados y 8 asistencias.
También la Copa de la Reina fue aplazada a causa de la pandemia y el tramo final de la competición se jugó en febrero de 2021. Las azulgranas se enfrentaron en la final al Escuela de Fútbol Logroño en el estadio de la Rosaleda de Málaga donde ganaron por 3 goles a cero siendo Putellas la encargada de abrir el marcador en el tramo final de la primera mitad con un gol de penalti. En cuanto a la competición europea, el equipo cayó eliminado en semifinales frente al Wolfsburgo.
En febrero alcanzó los 300 partidos con la camiseta azulgrana y se convirtió en la cuarta jugadora en llegar a esta cifra tras Melanie Serrano, Vicky Losada y Marta Unzué. Fue nominada junto a cinco compañeras para formar parte del mejor once del año 2020. Fue reconocida como MVP de la temporada en los premios otorgados por el periódico deportivo Marca. También fue incluida en el top 25 de las mejores jugadores del mundo por el periódico The Guardian.

#### Temporada 2020/2021
El equipo empezó la temporada con el primer clásico femenino de la historia, partido disputado en la ciudad deportiva de Valdebebas y consiguiendo un abultado resultado de 0-4 frente a las madridistas. Putellas ejerció como capitana del equipo debido a la lesión de Vicky Losada. Durante la temporada se han tenido que aplazar varios partidos debido a casos positivos en Covid-19 en los equipos rivales. El 6 de enero, se jugó el derbi contra el Espanyol en el Camp Nou, siendo la primera vez en 50 que el equipo femenino jugaba en el estadio azulgrana. Putellas marcó el primer gol del partido e hizo historia convirtiéndose en la primera mujer en marcar en el Camp Nou en un partido oficial.
En enero de 2021 se jugó, en formato final a 4, la segunda edición de la Supercopa de España. El equipo jugó la semifinal frente al Atlético de Madrid, en un partido que terminó con empate a 1 gracias a un gol de falta de Putellas a escasos minutos para el término del encuentro. Las azulgranas quedaron eliminadas en la tanda de penaltis y no pudieron revalidar el título de la campaña anterior.
El 31 de enero, en el partido contra el Real Madrid jugado en el Estadio Johan Cruyff, Alexia marcó su gol número 100 en Liga con la camiseta del Barça. El 9 de mayo el equipo se proclamó campeón de Liga a falta de ocho partidos por disputarse tras el empate del Levante, su principal perseguidor.
En marzo de 2021, el equipo se clasificó para jugar las semifinales de la Liga de Campeones tras eliminar en cuartos de final al Manchester City. El equipo se clasificó para jugar su segunda final de la Champions de la historia tras eliminar en semifinales al PSG tras empatar a un gol en la ida jugada en París y vencer 2-1 en el partido de vuelta disputado en el Johan Cruyff. El Barça jugó la final de la Champions ante el Chelsea el 16 de mayo de 2021 en la ciudad sueca de Gotemburgo. Las azulgrana vencieron a las inglesas por un aparatoso 0-4 y se proclamaron así campeonas de Europa por primera vez en su historia. Putellas, que fue la encargada de marcar el 0-2 desde el punto de penal, jugó con molestias en los isquiotibiales de la pierna izquierda que la mantuvieron apartada de los terrenos de juego los partidos siguientes.
A finales de mayo se disputó en el estadio Municipal de Butarque la final a cuatro de la Copa de la Reina. En semifinales, el Barcelona se enfrentó al Madrid CFF al que ganó por un contundente 4-0. En la final se enfrentaron al Levante entrenado por María Pry, que eliminó en semifinales al Atlético de Madrid. El 30 de mayo el equipo se proclamó campeón tras derrotar a las valencianas por 4 goles a 2 y culminando así un triplete histórico para el club y para el fútbol femenino español. Putellas fue nombrada MVP de la final tras jugar los 90 minutos y anotar dos goles.
Alexia terminó la temporada habiendo disputado 31 partidos de Liga y 9 de Liga de Campeones, además de la Copa de la Reina y la Supercopa de España. Marcó 26 goles en todas las competiciones. Los 18 que metió en la liga doméstica la colocaron como la segunda máxima goleadora del equipo y la tercera de la Primera iberdrola.

#### Temporada 2021/2022
Tras finalizar la temporada con el FC Barcelona, el 5 de julio de 2022 y mientras preparaba su participación en la Eurocopa femenina con la selección española absoluta, se rompió el ligamento cruzado anterior de la rodilla izquierda. Solo una semana después de producirse la lesión, fue intervenida quirúrgicamente de la rodilla, con un posterior y largo proceso de recuperación que la mantuvo apartada de jugar casi diez meses.

#### Temporada 2022/2023
Superada la grave lesión de rodilla, el 26 de abril de 2023 recibió el alta médica por lo que se incorporó progresivamente a la disciplina de su club. No participó en el partido de vuelta de las semifinales de Champions frente al Chelsea (27 de abril) y su debut efectivo en la temporada tuvo lugar en la jornada 27 de Liga frente al Sporting de Huelva (30 de abril).
Al término de la Liga, fue llamada a la selección absoluta para su participación en el Campeonato Mundial celebrado en Australia en julio y agosto de 2023, consiguiendo para España el trofeo de campeonas.

#### Temporada 2023/2024

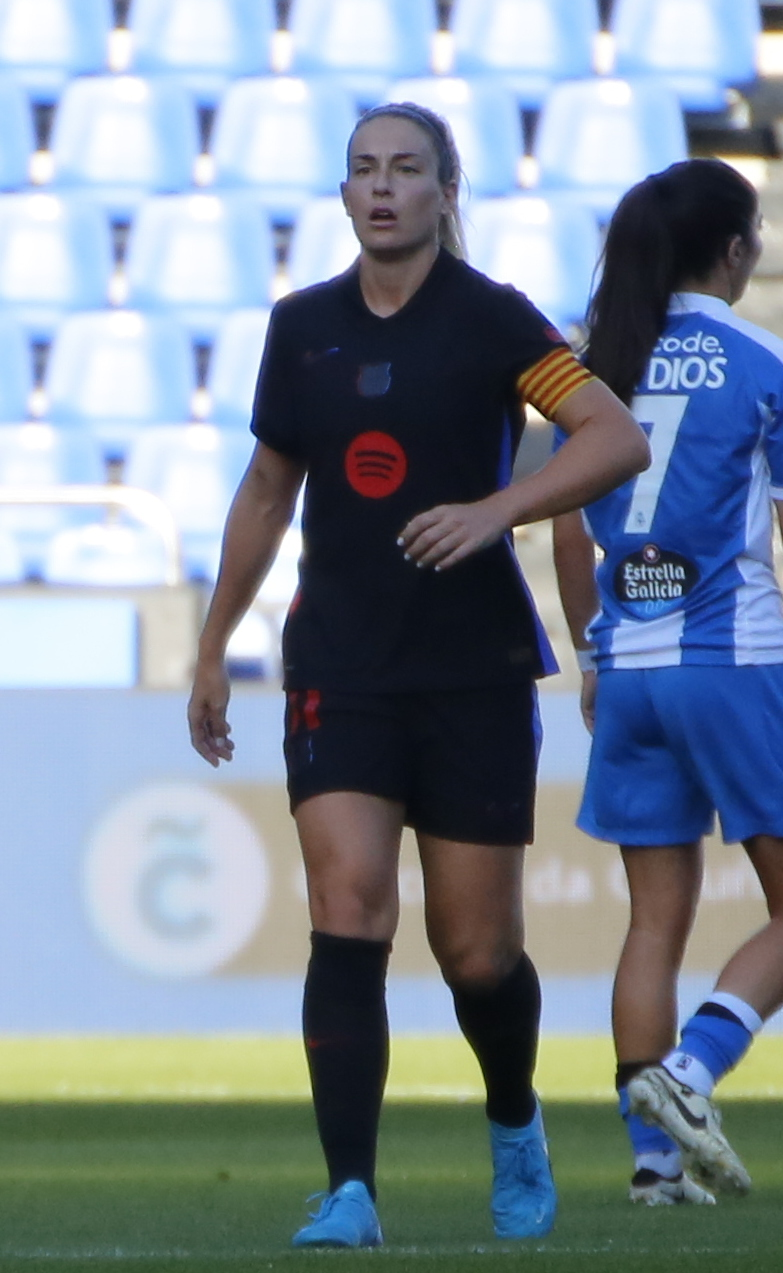
Alexia Putellas en 2024.

El 16 de septiembre de 2023, en el encuentro de Liga contra el Madrid CFF, alcanzó la cifra de 400 partidos jugados con el FC Barcelona, siendo la segunda jugadora en conseguirlo solamente detrás de Melanie Serrano.
El 8 de octubre de 2023 consiguió ante la Real Sociedad el gol número 181 con el club azulgrana, convirtiéndose en máxima goleadora del FC Barcelona, al igualar el récord que ostentaba Jenni Hermoso desde 2022. Una semana después consiguió su gol 182 con el Barcelona, en partido frente al Atlético de Madrid, por lo que ya ostenta en solitario el récord de goles con la camiseta azulgrana.

## Selección nacional

### Sub-17
Fue seleccionada por primera vez con la selección española sub-17 en 2009. Su primera gran competición fue la Eurocopa de 2009/10, en la que logró pasar la primera fase clasificatoria quedando segundas tras Serbia. En la segunda fase, que se disputa en España, las españolas se clasificaron primeras de grupo y pasaron a la fase de eliminación directa donde derrotaron fácilmente en semifinales a la selección neerlandesa. Se enfrentaron en la final con Irlanda, en un partido que terminó con empate a cero y en el que la roja consiguió el título tras batir a las irlandesas en la tanda de penaltis.
Luego sería convocada para el Campeonato del Mundo sub-17 de 2010. Las españolas ganaron todos sus partidos de fase de grupos, en la que Putellas marca un gol frente a Japón que permite a la selección avanzar hacia la segunda fase del torneo en la que son derrotadas en semifinales por Corea del Sur. En el partido por el tercer puesto, el equipo entrenado por Jorge Vilda ganó por 1 gol a 0 a la selección de Corea del Norte y consiguió así la medalla de bronce.
El año siguiente es nuevamente convocada por el seleccionador para participar en la Eurocopa sub-17 2010/11, donde La Roja alcanza fácilmente la segunda fase en donde nuevamente logran el primer puesto, clasificándose para el partido de semifinales frente a Islandia en el cual Putellas hace un doblete en la victoria 4-0. La final jugada ante Francia concluye con la victoria española tras un partido complejo que se resolvió con el resultado de 1-0 que permite revalidar el título.

### Sub-19
En el 2012 es convocada con la Selección sub-19 para la Eurocopa disputada en Turquía. El equipo logra pasar como primero de su grupo, en el cual Alexia marca un gol frente a Inglaterra, luego superan a Portugal, pasando a la final frente a Suecia en donde Alexia actuó como capitana. El partido terminó con victoria sueca en la prórroga. Al año siguiente participa en las clasificatorias para la Eurocopa sub-19 pero caen eliminadas tras 2 derrotas y solo 1 victoria.

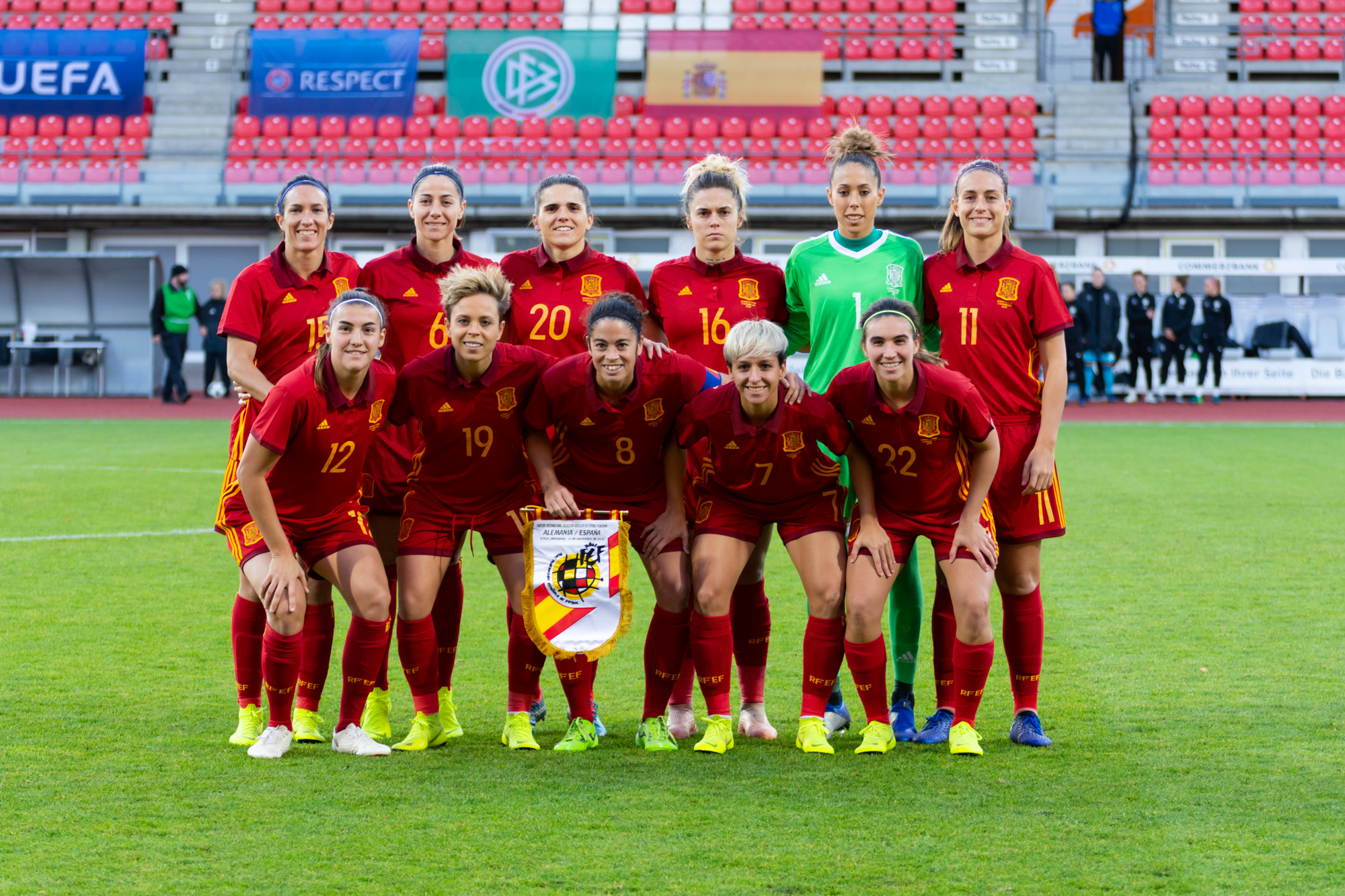
Alexia Putellas en el equipo inicial del partido entre la selección española y la selección alemana disputado en noviembre de 2018.

### Absoluta
Debutó con la selección absoluta en 2013, en un partido previo a la Eurocopa de Suecia frente a Dinamarca.
Su primer gran torneo internacional fue la Eurocopa de 2013 en Suecia, competición en la que la selección consiguió llegar hasta cuartos de final, donde fue eliminada por Noruega. Dos años más tarde participó en el mundial de Canadá de 2015 donde fueron eliminadas en la primera fase del torneo. En 2017 fue una de las convocadas para disputar el Europeo de 2017 celebrado en Países Bajos. La selección cayó eliminada en cuartos de final frente a la selección de Austria tras caer en la tanda de penaltis.
En verano de 2019 participó en su segundo mundial con la selección absoluta siendo una de las veteranas del equipo. En la fase de grupos el equipo se midió ante Sudáfrica (1-3),  Alemania (1-0),  y China (0-0). Por primera vez en la historia, la selección femenina se clasificó para disputar los octavos de final de este campeonato. El equipo fue eliminado en octavos de final frente a la selección estadounidense, que terminó proclamándose campeona al final del torneo.
En enero de 2020 la selección viajó a Estados Unidos para participar por primera vez en la She Believes Cup. El equipo de Vilda concluyó el campeonato con una victoria por 3-1 ante Japón, una derrota por la mínima (1-0) ante las vigentes campeonas del Mundo, Estados Unidos; y una victoria, también por la mínima ante Inglaterra (1-0) en el que Alexia fue la goleadora. La roja terminó su participación en el torneo en segunda posición, por detrás de las estadounidenses, y Putellas fue nombrada MVP del torneo.
En febrero de 2021, durante los partidos clasificatorios para la Eurocopa de Inglaterra 2022, Alexia cambió su característico dorsal 11 para lucir el 14 que había defendido su compañera Virginia Torrecilla, de baja después de haber sido intervenida de un tumor cerebral. A principios de 2021, con Putellas como una de las piezas fundamentales del esquema de Vilda, la selección española se clasificó para el campeonato europeo de 2022 en Inglaterra. En abril de 2021 se anunció que Alexia sería una de las capitanas de la selección junto a Irene Paredes y Jennifer Hermoso. Putellas lució por primera vez el brazalete de capitana en un partido amistoso ante Bélgica en junio de 2021.
En julio de 2022 se convirtió en la primera jugadora de la selección española en su historia en alcanzar la centena de internacionalidades en un partido amistoso ante Italia.
Tras una lesión en el ligamento cruzado de su pierna izquierda y tras someterse a una operación, se pierde la Eurocopa Femenina 2022, gran parte de la temporada 2022-23, de la Liga española femenina, la Liga de Campeones femenina y por ende también el Mundial femenino de fútbol 2023, por el cual estaría entre 10 meses y 1 año fuera de las canchas, estando previsto su retorno a las canchas para agosto del 2023. Sin embargo, su recuperación fue mucho más rápida de lo esperada y pudo jugar el Mundial femenino de fútbol 2023.

### Participaciones en Copas del Mundo
| Mundial                         | Sede                     | Resultado        |
| ------------------------------- | ------------------------ | ---------------- |
| Mundial Femenino sub-17 de 2010 | Trinidad y Tobago        | Tercer puesto    |
| Mundial Femenino de 2015        | Canadá                   | Primera fase     |
| Mundial Femenino de 2019        | Francia                  | Octavos de final |
| Mundial Femenino de 2023        | Australia/ Nueva Zelanda | Campeona         |

### Participaciones en Eurocopas
| Eurocopa                | Sede         | Resultado        |
| ----------------------- | ------------ | ---------------- |
| Eurocopa sub-17 de 2010 | Suiza        | Campeona         |
| Eurocopa sub-17 de 2011 | Suiza        | Campeona         |
| Eurocopa sub-19 de 2012 | Turquía      | Subcampeona      |
| Eurocopa 2013           | Suecia       | Cuartos de final |
| Eurocopa 2017           | Países Bajos | Cuartos de final |
| Eurocopa 2025           | Suiza        | En juego         |

### Participaciones en Ligas de Naciones
| Liga de Naciones          | Sede   | Resultado |
| ------------------------- | ------ | --------- |
| Liga de las Naciones 2024 | España | Campeona  |

## Vida privada
Alexia Putellas tenía una relación muy cercana con su padre quien le transmitió su pasión por el fútbol y era su máximo apoyo. Aunque padecía problemas cardíacos durante el tiempo en el que Alexia jugaba en el Levante, su padre viajaba constantemente a Valencia para verla jugar y apoyarla. En 2012, justo antes del inicio del Campeonato Femenino Sub-19 de la UEFA de 2012, falleció cuando Alexia tenía apenas 18 años. Alexia Putellas le dedica todos sus éxitos, entre los que se encuentra su primer Balón de Oro, y ha celebrado goles señalando al cielo en honor a su padre. Uno de sus tatuajes representa la silueta de su padre sosteniéndola en brazos cuando era un bebé y entregándole un balón de fútbol.
Es graduada en Administración y Dirección de Empresas por la Universidad Pompeu Fabra.
En 2020, tras el diagnóstico de cáncer de su compañera y amiga íntima Virginia Torrecilla, Alexia Putellas comenzó a usar el dorsal 14 de Torrecilla con la selección española como muestra de apoyo.

### Fundación Eleven
En 2023, mientras pasaba por el peor momento de su carrera tras la lesión de ligamento cruzado anterior, Alexia Putellas comenzó a gestar una iniciativa que le permitiera canalizar su pasión por el fútbol hacia un propósito social: facilitar el acceso y mejorar las oportunidades de todas las niñas en este deporte. Fundó la Fundación Eleven en 2024 con el propósito de cambiar la vida de niñas en situación de vulnerabilidad mediante el fútbol, transmitiéndoles valores como la identidad, el empoderamiento y el trabajo en equipo.
La Fundación Eleven cuenta con varias academias alrededor del mundo -la primera con sede en Mollet del Vallés (Barcelona) con 100 niñas- , donde se da prioridad a menores derivadas por los servicios sociales. En estos espacios colaboran educadoras sociales, entrenadoras, pedagogas y psicólogas, en coordinación constante con colegios y familias, para hacer un seguimiento integral del proceso. El objetivo es fortalecer habilidades personales, emocionales, sociales y deportivas desde un enfoque no competitivo.
En 2024, se inauguró la primera sede internacional en Itagüí (Colombia), con entre 100 y 200 niñas beneficiadas, quienes reciben, además, apoyo psicológico, nutricional y otros recursos fundamentales para su desarrollo.

## Estadísticas

### Clubes
Actualizado al último partido disputado el 7 de junio de 2025.
| Club                       | Temporada           | Liga                | Liga  | Liga  | Liga   | Copa  | Copa  | Copa   | Internacional | Internacional | Internacional | Otros | Otros | Otros  | Total | Total | Total  | Media goleadora |
| Club                       | Temporada           | Div.                | Part. | Goles | Asist. | Part. | Goles | Asist. | Part.         | Goles         | Asist.        | Part. | Goles | Asist. | Part. | Goles | Asist. | Media goleadora |
| -------------------------- | ------------------- | ------------------- | ----- | ----- | ------ | ----- | ----- | ------ | ------------- | ------------- | ------------- | ----- | ----- | ------ | ----- | ----- | ------ | --------------- |
| R. C. D. Espanyol · España | 2009-10             | 1.ª                 | 1     | 0     | -      | 1     | 0     | -      | -             | -             | -             | -     | -     | -      | 2     | 0     | -      | 0.00            |
| R. C. D. Espanyol · España | 2010-11             | 1.ª                 | 24    | 3     | -      | 4     | 1     | -      | -             | -             | -             | -     | -     | -      | 28    | 4     | -      | 0.14            |
| R. C. D. Espanyol · España | Total               | Total               | 25    | 3     | -      | 5     | 1     | -      | -             | -             | -             | -     | -     | -      | 30    | 4     | -      | 0.13            |
| Levante U. D. · España     | 2011-12             | 1.ª                 | 34    | 15    | -      | -     | -     | -      | -             | -             | -             | -     | -     | -      | 34    | 15    | -      | 0.44            |
| Levante U. D. · España     | Total               | Total               | 34    | 15    | -      | -     | -     | -      | -             | -             | -             | -     | -     | -      | 34    | 15    | -      | 0.44            |
| F. C. Barcelona · España   | 2012-13             | 1.ª                 | 30    | 12    | -      | 5     | 1     | -      | 2             | 0             | 0             | 2     | 0     | -      | 39    | 13    | 0      | 0.33            |
| F. C. Barcelona · España   | 2013-14             | 1.ª                 | 30    | 8     | -      | 5     | 3     | -      | 6             | 0             | 3             | 2     | 1     | -      | 43    | 12    | 3      | 0.26            |
| F. C. Barcelona · España   | 2014-15             | 1.ª                 | 26    | 6     | -      | 2     | 0     | -      | 4             | 1             | 1             | 2     | 1     | -      | 34    | 8     | 1      | 0.24            |
| F. C. Barcelona · España   | 2015-16             | 1.ª                 | 29    | 18    | -      | 3     | 2     | -      | 5             | 0             | 2             | 2     | 0     | -      | 39    | 20    | 2      | 0.51            |
| F. C. Barcelona · España   | 2016-17             | 1.ª                 | 28    | 10    | -      | 3     | 1     | -      | 8             | 0             | 2             | 2     | 4     | -      | 41    | 15    | 2      | 0.37            |
| F. C. Barcelona · España   | 2017-18             | 1.ª                 | 29    | 10    | 5      | 4     | 2     | 0      | 4             | 1             | 0             | 2     | 0     | -      | 39    | 13    | 5      | 0.33            |
| F. C. Barcelona · España   | 2018-19             | 1.ª                 | 28    | 17    | 10     | 3     | 1     | 0      | 8             | 1             | 1             | -     | -     | -      | 39    | 19    | 11     | 0.49            |
| F. C. Barcelona · España   | 2019-20             | 1.ª                 | 20    | 10    | 6      | 3     | 1     | 1      | 6             | 3             | 1             | 4     | 4     | 2      | 33    | 18    | 10     | 0.55            |
| F. C. Barcelona · España   | 2020-21             | 1.ª                 | 31    | 18    | 10     | 3     | 5     | 2      | 9             | 2             | 2             | 1     | 1     | 0      | 44    | 26    | 14     | 0.59            |
| F. C. Barcelona · España   | 2021-22             | 1.ª                 | 26    | 18    | 17     | 4     | 4     | 1      | 10            | 11            | 2             | 2     | 1     | 0      | 42    | 34    | 20     | 0.81            |
| F. C. Barcelona · España   | 2022-23             | 1.ª                 | 5     | 1     | 0      | 0     | 0     | 0      | 1             | 0             | 0             | 0     | 0     | 0      | 6     | 1     | 0      | 0.17            |
| F. C. Barcelona · España   | 2023-24             | 1.ª                 | 19    | 8     | 5      | 2     | 0     | 0      | 6             | 3             | 0             | 0     | 0     | 0      | 27    | 11    | 5      | 0.41            |
| F. C. Barcelona · España   | 2024-25             | 1.ª                 | 24    | 16    | 11     | 3     | 2     | 1      | 10            | 3             | 4             | 2     | 1     | -      | 39    | 22    | 16     | 0.56            |
| Total                      | Total               | Total               | 325   | 152   | +64    | 40    | 22    | +5     | 79            | 25            | 18            | 21    | 13    | 2      | 465   | 212   | +89    | 0.46            |
| Total en su carrera        | Total en su carrera | Total en su carrera | 384   | 170   | +64    | 45    | 23    | +5     | 79            | 25            | 18            | 21    | 13    | 2      | 529   | 231   | +89    | 0.44            |
| 1. 2. 3.                   |                     |                     |       |       |        |       |       |        |               |               |               |       |       |        |       |       |        |                 |

## Palmarés

### Títulos nacionales
| Título             | Club              | País   | Año  |
| ------------------ | ----------------- | ------ | ---- |
| Copa               | R. C. D. Espanyol | España | 2010 |
| Campeonato de Liga | F. C. Barcelona   | España | 2013 |
| Copa               | F. C. Barcelona   | España | 2013 |
| Campeonato de Liga | F. C. Barcelona   | España | 2014 |
| Copa               | F. C. Barcelona   | España | 2014 |
| Campeonato de Liga | F. C. Barcelona   | España | 2015 |
| Copa               | F. C. Barcelona   | España | 2017 |
| Copa               | F. C. Barcelona   | España | 2018 |
| Supercopa          | F. C. Barcelona   | España | 2020 |
| Campeonato de Liga | F. C. Barcelona   | España | 2020 |
| Copa               | F. C. Barcelona   | España | 2020 |
| Campeonato de Liga | F. C. Barcelona   | España | 2021 |
| Copa               | F. C. Barcelona   | España | 2021 |
| Supercopa          | F. C. Barcelona   | España | 2022 |
| Campeonato de Liga | F. C. Barcelona   | España | 2022 |
| Copa               | F. C. Barcelona   | España | 2022 |
| Supercopa          | F. C. Barcelona   | España | 2023 |
| Campeonato de Liga | F. C. Barcelona   | España | 2023 |
| Supercopa          | F. C. Barcelona   | España | 2024 |
| Campeonato de Liga | F. C. Barcelona   | España | 2024 |
| Copa               | F. C. Barcelona   | España | 2024 |
| Supercopa          | F. C. Barcelona   | España | 2025 |
| Campeonato de Liga | F. C. Barcelona   | España | 2025 |
| Copa               | F. C. Barcelona   | España | 2025 |

### Títulos internacionales
| Título            | Equipo          | Sede                      | Año  |
| ----------------- | --------------- | ------------------------- | ---- |
| Europeo sub-17    | España sub-17   | Suiza                     | 2010 |
| Europeo sub-17    | España sub-17   | Suiza                     | 2011 |
| Liga de Campeones | F. C. Barcelona | Gotenburgo                | 2021 |
| Liga de Campeones | F. C. Barcelona | Eindhoven                 | 2023 |
| Copa Mundial      | España          | Australia y Nueva Zelanda | 2023 |
| Liga de Naciones  | España          | España                    | 2024 |
| Liga de Campeones | F. C. Barcelona | Bilbao                    | 2024 |

### Distinciones individuales
| Distinción                                                     | Años             |
| -------------------------------------------------------------- | ---------------- |
| Mejor jugadora de la Copa de la Reina                          | 2013             |
| Mejor jugadora catalana                                        | 2015, 2017       |
| Incluida en el Equipo Ideal de la Liga de Campeones de la UEFA | 2019, 2021, 2022 |
| Mejor jugadora de la Copa SheBelieves                          | 2020             |
| Jugadora MVP (Premios Marca)                                   | 2020             |
| MVP Copa de la Reina                                           | 2021             |
| Mejor centrocampista de Europa (UEFA)                          | 2021             |
| Medalla de Oro al Mérito Deportivo                             | 2021             |
| Premio Reina Letizia                                           | 2021             |
| Premio UEFA a la Mejor Jugadora en Europa                      | 2021, 2022       |
| Balón de Oro                                                   | 2021, 2022       |
| Premio Globe Soccer Awards a la mejor jugadora del mundo       | 2021,            |
| Premio World Soccer a la mejor jugadora del mundo              | 2021             |
| Creu de Sant Jordi                                             | 2021             |
| Premio The Best FIFA                                           | 2021, 2022       |
| Primer puesto en Las 100 mejores futbolistas del mundo         | 2021, 2022       |
| Premio a la Jugadora del Año de la IFFHS                       | 2021,2022        |
| Premio Golden Player Woman                                     | 2022             |
| Premios Nacionales del Deporte                                 | 2023             |
| Incluida en el Once Mundial Femenino de la FIFA FIFPRO         | 2022, 2024       |
| Jugadora del mes de la Liga F                                  | Octubre 2024     |

## Docuserie
- En 2022, se estrenó la docuserie de Amazon Prime Video titulada: "Alexia, Labor Omnia Vincit" (Alexia: El trabajo siempre triunfa). La serie relataba la transformación de una futbolista en un icono global. La serie fue nominada a los premios Emmy Internacional 2023.[137]